# Amagertorv
Amagertorv (en español: Plaza de Amager) es una plaza en el distrito de Indre By en el centro de Copenhague, Dinamarca. Hoy la plaza forma parte de la zona peatonal de Strøget, suele describirse como la plaza más céntrica del centro de Copenhague. Sólo superada por Gammeltorv, es también una de las más antiguas, ya que toma su nombre de los agricultores de Amager que en la Edad Media acudían a la ciudad para vender sus productos en este lugar.
Ahora la plaza es un cruce central en el corazón de Copenhague, dominado por su Fuente de las Cigüeñas y una serie de edificios, el más antiguo de los cuales data de 1616. En direcciones opuestas, Strøget se extiende hacia Kongens Nytorv y la plaza del Ayuntamiento, las dos plazas más grandes de Copenhague, al noroeste Købmagergade lleva a Nørreport, la estación de tren más concurrida de Dinamarca, y al sureste Højbro Plads conecta con Slotsholmen a través del puente de Højbro, y de ahí a Christianshavn y Amager al otro lado del puerto.
El pavimento es de 1993 y fue diseñado por Bjørn Nørgaard. Consiste en un patrón de piedras de granito pentagonales en cinco colores.

## Historia

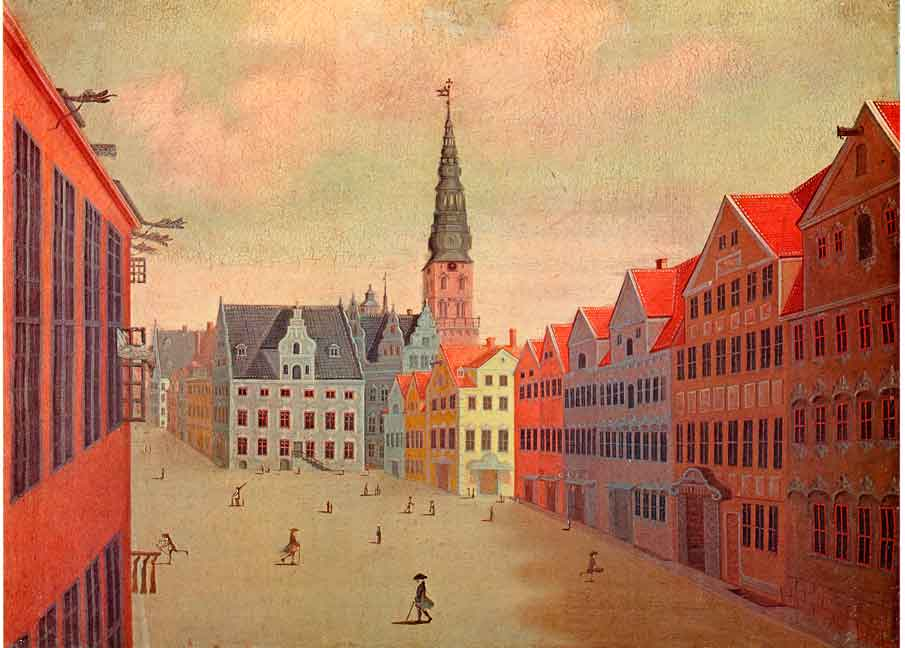
Amagertorv representada por J. Rach y HH Eegberg en 1749, con una combinación de edificios de los siglos y.

Amagertorv se remonta a la Edad Media cuando Copenhague era un pequeño pueblo de pescadores llamado Havn, el sitio era el corredor principal entre el pueblo y la playa. En 1449 se le conoce como el Mercado de Pescadores y en 1472 aparece por primera vez el nombre Amagertorv. El nombre deriva de los granjeros de Amager que venían a la ciudad a vender sus productos.

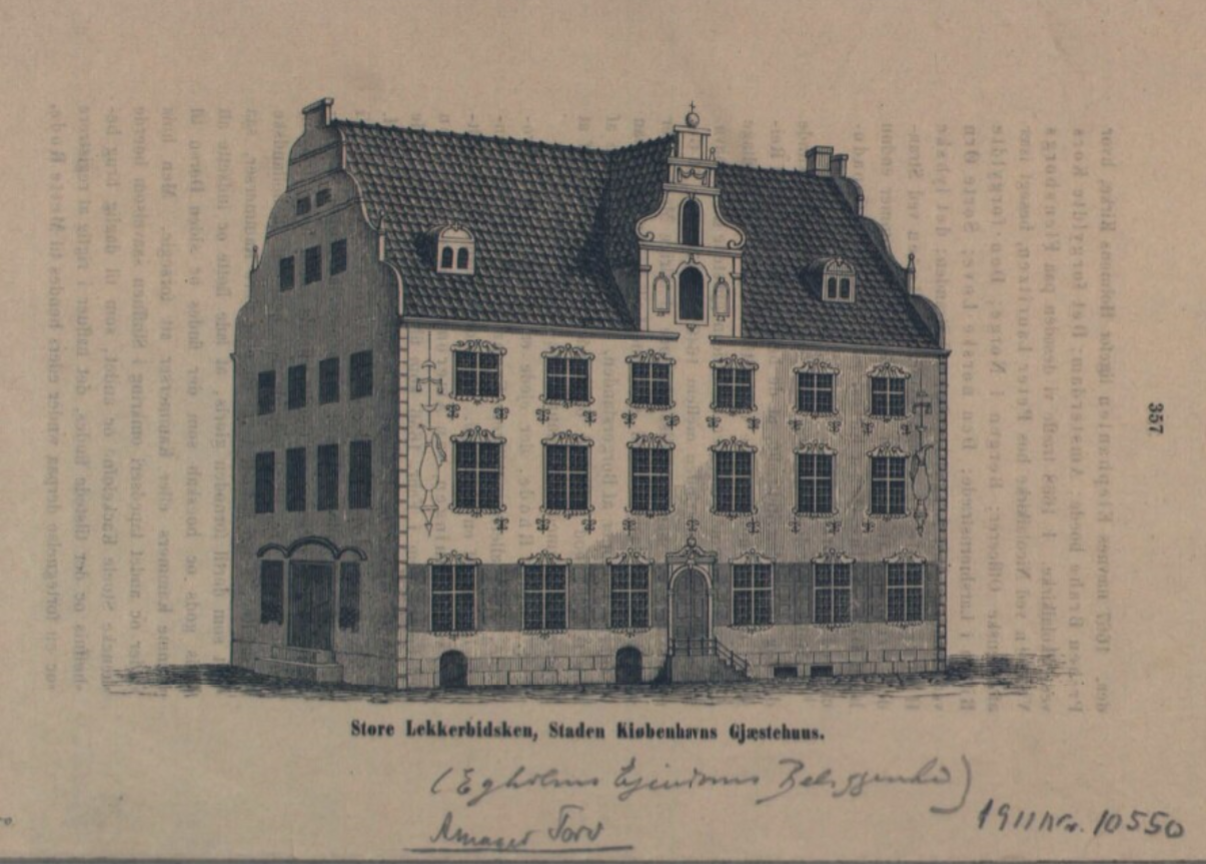
Tienda Lækkerbisken

En los siglos XVI y XVII la plaza se convirtió en escenario de fiestas y torneos caballerescos. Al mismo tiempo, Amagertorv siguió siendo el principal mercado de la ciudad y, desde el 28 de julio de 1684, toda la venta de productos frescos debía tener lugar en la plaza. A partir de 1656, la principal posada de la ciudad también se ubicó en la plaza.

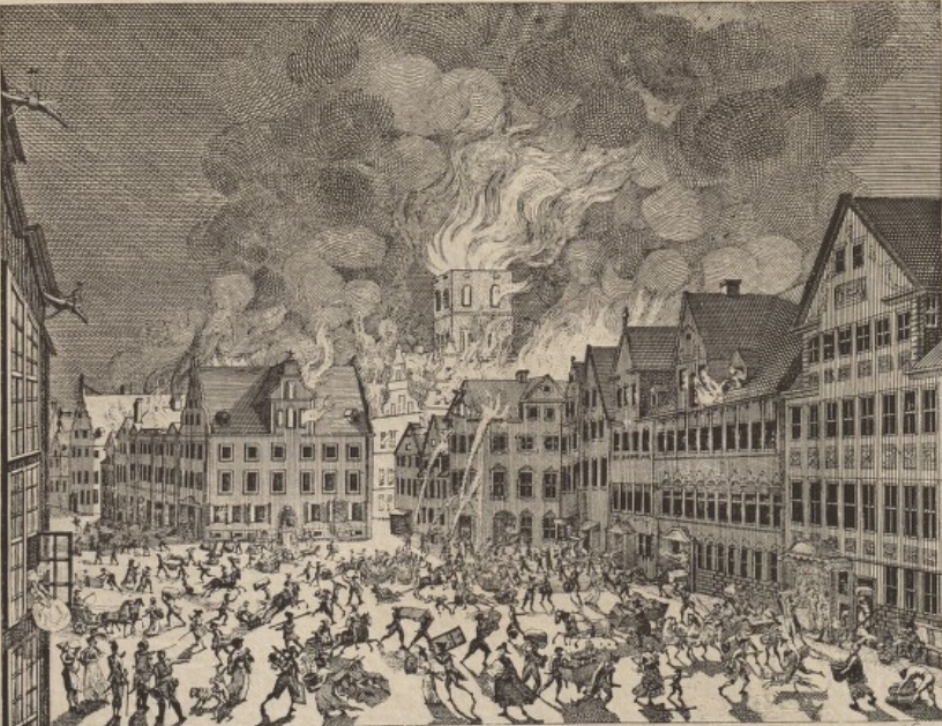
Amagertorv durante el incendio de Copenhague de 1795

Pocos edificios de la plaza sobrevivieron al incendio de Copenhague de 1795. La contigua Højbro Plads se creó después del incendio.

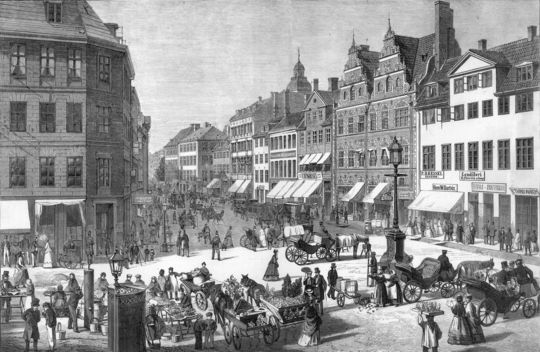
Tienda Lækkerbisken

En 1868 las actividades del mercado se trasladaron a Christianshavn. En 1894 se construyó la Fuente de las Cigüeñas. Fue un regalo para el príncipe heredero Frederik (más tarde Frederico VIII) y la princesa heredera Louise con motivo de sus bodas de plata. En 1962, la plaza se cerró al tráfico con el establecimiento de la zona peatonal de Strøget.

## Edificios

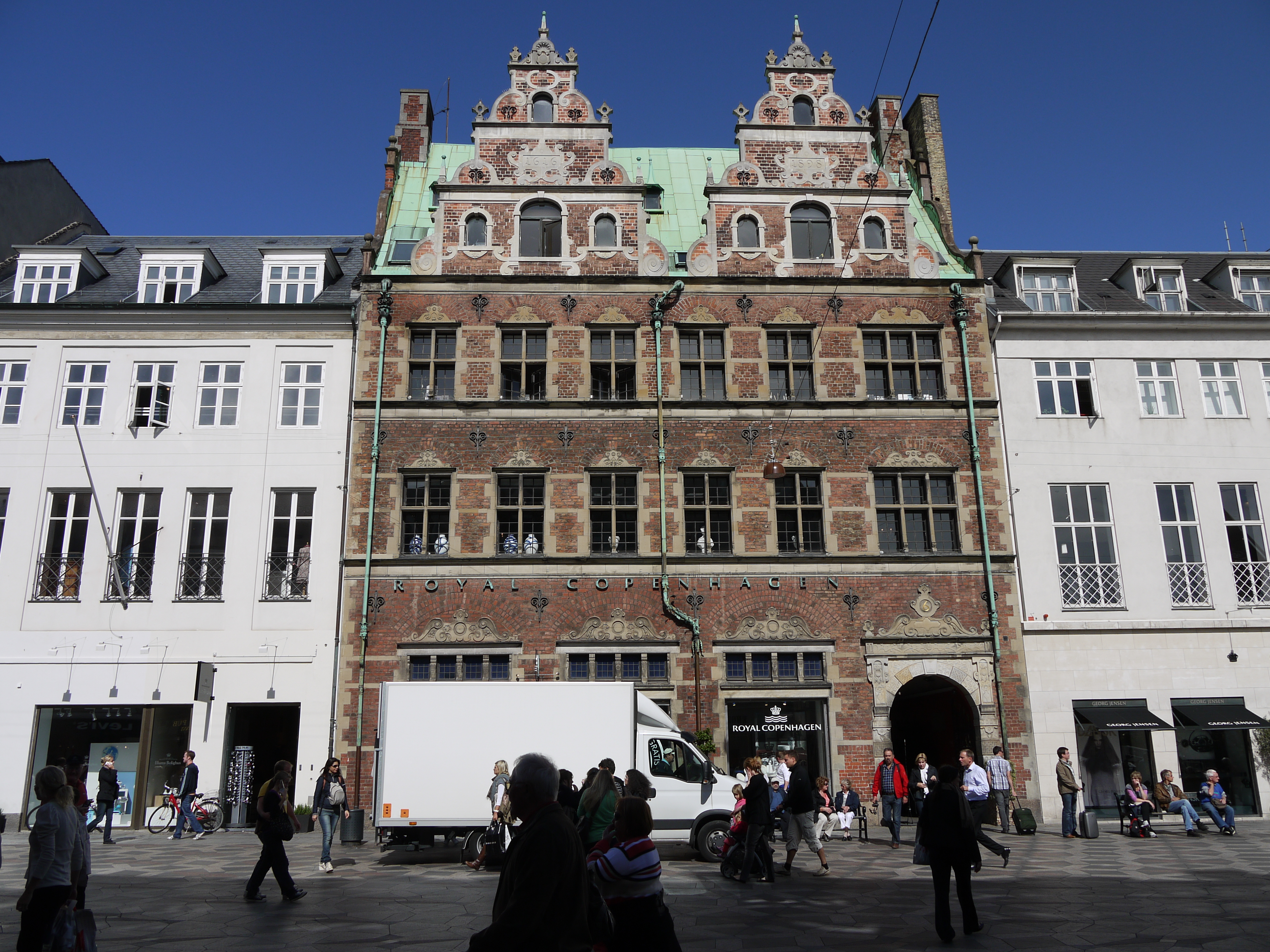
Casa de Mathias Hansen en el n.º 6

La Iglesia del Espíritu Santo, ubicada en el extremo occidental de la plaza, es la iglesia más antigua que se conserva en Copenhague.
La Casa Mathias Hansen (No. 6) fue construida en 1616 para Mathias Hansen, desde 1622 Alcalde de Copenhague. Típicamente del estilo renacentista holandés, la casa está construida en ladrillos rojos con decoraciones de piedra arenisca, tiene un hastial holandés y un techo de cobre. Los desagües de cobre están decorados con cabezas de dragón. El edificio fue restaurado en 1898 por el profesor Hans Jørgen Holm . La puerta de entrada está flanqueada por dos cañones que se utilizan para proteger la puerta de la entrada de carros.

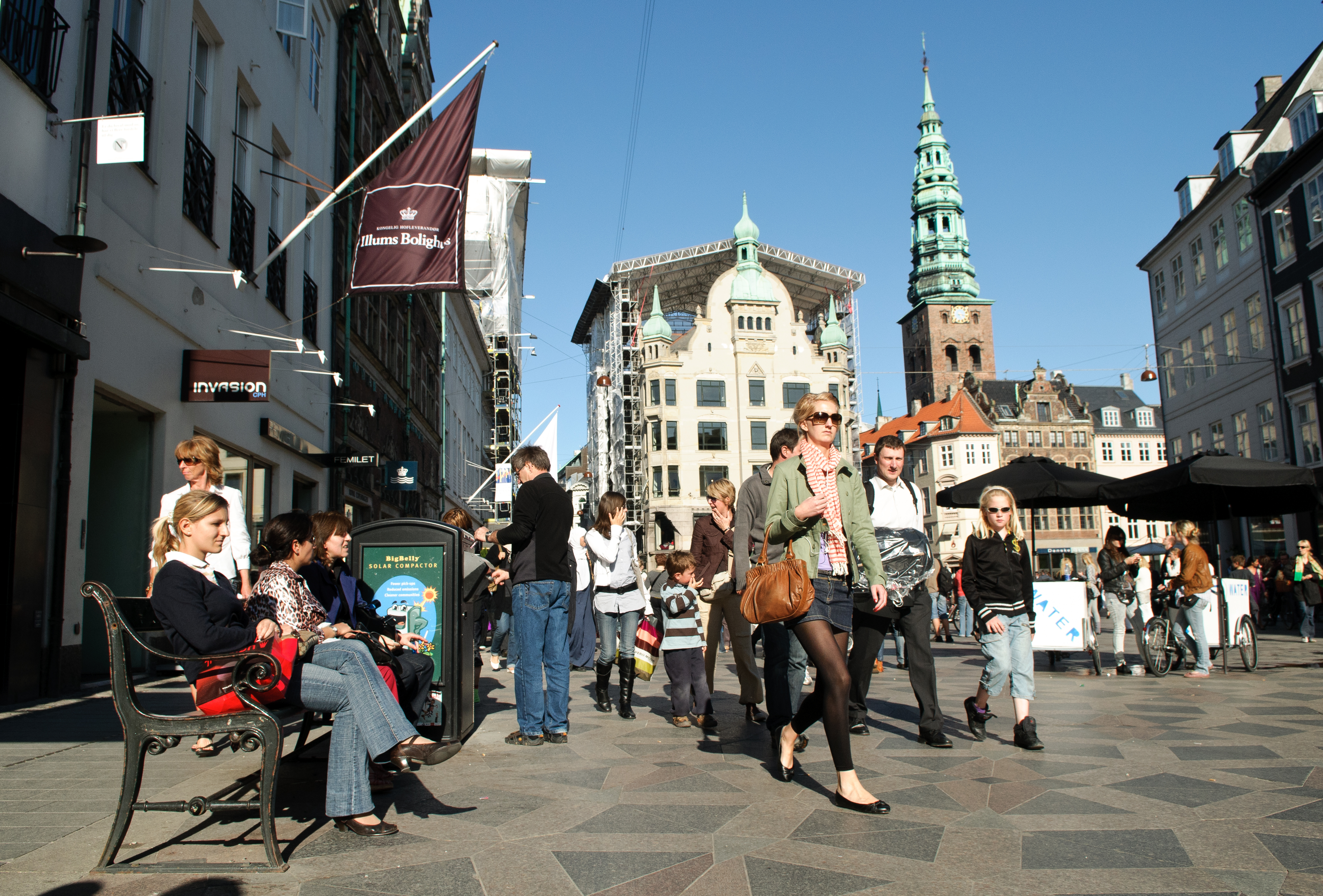
Hojbrohus

No. 9 fue construido entre 1798 y 1800: para el comerciante de lino JA Bechmann. El frente de la tienda original al nivel de la calle se modificó en 1830 y nuevamente en 1870. La tabacalera W. Ø. Larsen tiene un pequeño museo de pipas en el edificio.
La Casa Ole Haslund (No. 14) es un ejemplo del historicismo de finales del siglo XIX. El diseño actual es de 1867. Las ventanas tienen parteluces ejecutados como pequeñas figuras de Hermes portando capiteles jónicos.
Klostergården, en el número 29, es un antiguo convento. El edificio es de 1798-00 y sustituyó a una casa diseñada por Caspar Frederik Harsdorff que fue destruida en el Gran Incendio de 1795. El convento se fundó en 1759.
Løve Apotek (No. 33), la primera farmacia de Copenhague, tuvo su sede en el sitio desde 1620 hasta 1969. El edificio actual se construyó para la farmacia en 1907-1908 según el diseño de Victor Nyebøllle y Chr. Brandstrup. Sustituyó a un edificio de  CF Harsdorff.

## Compras
Los grandes almacenes Illum están situados en la esquina de Strøget y Købmagergade desde la década de 1890. La tienda de muebles Illum también se encuentra en Amagertorv. Royal Copenhagen tiene un emblema en el histórico edificio del número 6.

## En la cultura popular
Amagertorv se utiliza como localización en las películas Out in the Cold Snow (1934), The Man at the Swan Farm (1972), Romance on the Edge of the Bed (1973) y The Mafia - It's Me Too (1974).